# Serombau Indah
Serombau Indah is een bestuurslaag in het regentschap Rokan Hulu van de provincie Riau, Indonesië. Serombau Indah telt 1794 inwoners (volkstelling 2010).